# Semur-en-Brionnais
Semur-en-Brionnais település Franciaországban, Saône-et-Loire megyében. Lakosainak száma 608 fő (2022. január 1.). Semur-en-Brionnais Sarry, Anzy-le-Duc, Baugy, Marcigny, Sainte-Foy, Saint-Julien-de-Jonzy és Saint-Martin-du-Lac községekkel határos.

## Népesség
A település népessége az elmúlt években az alábbi módon változott:
| Lakosok száma | 653  | 655  | 659  | 623  | 607  | 610  | 610  | 606  | 608  |
|               | 2013 | 2015 | 2016 | 2017 | 2018 | 2019 | 2020 | 2021 | 2022 |